# 香农·希金斯-齐罗夫斯基
香农·希金斯-齐罗夫斯基（英語：Shannon Higgins-Cirovski，1968年2月20日—），美国女子足球运动员，场上位置是中场。她曾代表美国国家队参加1991年国际足联女子世界杯，结果队伍获得冠军。